# Cal Frare (la Nou de Berguedà)
Cal Frare és una masia del municipi de la Nou de Berguedà (Berguedà) inclosa en l'Inventari del Patrimoni Arquitectònic de Catalunya.

## Descripció
Es tracta d'una masia construïda al segle xviii seguint l'esquema clàssic. Consta de dos pisos i planta baixa i, aprofitant el desnivell del terreny, d'uns soterranis a ponent. Els materials constructius, com bona part de les masies de muntanya són pobres, i les finestres i portes estan emmarcades amb obra. La façana principal està arrebossada i conserva les finestres superiors amb les llindes de pedra.

## Història
Documentada des del segle xviii, quan era coneguda amb el nom de Mas Barbarà, fou una de les propietats del monestir de Santa Maria de Ripoll on hi tenia pagesos emfiteutes que pagaven censos.